# Polish International 1977
Die Polish International 1977 im Badminton fanden vom 2. bis zum 4. Dezember 1977 in Bukowno statt.

## Medaillengewinner
| Disziplin    | Gold                              | Silber                              | Bronze                                 |
| ------------ | --------------------------------- | ----------------------------------- | -------------------------------------- |
| Herreneinzel | Michal Malý                       | Konstantin Vavilov                  | Joachim Schimpke                       |
| Herreneinzel | Michal Malý                       | Konstantin Vavilov                  | Edgar Michalowski                      |
| Dameneinzel  | Monika Cassens                    | Angela Michalowski                  | Anna Zyśk                              |
| Dameneinzel  | Monika Cassens                    | Angela Michalowski                  | Éva Cserni                             |
| Herrendoppel | Michal Malý Karel Lakomý          | Edgar Michalowski Michael Franz     | Imre Bereknyei József Papp             |
| Herrendoppel | Michal Malý Karel Lakomý          | Edgar Michalowski Michael Franz     | Konstantin Vavilov Nikolay Peshekhonov |
| Damendoppel  | Monika Cassens Angela Michalowski | Irina Pologova Tatyana Damaskina    | Alla Zvonareva Natalja Maxakova        |
| Damendoppel  | Monika Cassens Angela Michalowski | Irina Pologova Tatyana Damaskina    | Éva Cserni Ildikó Szabó                |
| Mixed        | Edgar Michalowski Monika Cassens  | Joachim Schimpke Angela Michalowski | Konstantin Vavilov Natalja Maxakova    |
| Mixed        | Edgar Michalowski Monika Cassens  | Joachim Schimpke Angela Michalowski | Lesław Markowicz Elżbieta Utecht       |

## Finalresultate
| Disziplin    | Sieger                            | Finalist                            | Ergebnis           |
| ------------ | --------------------------------- | ----------------------------------- | ------------------ |
| Herreneinzel | Michal Malý                       | Konstantin Vavilov                  | 8–15, 18–13, 15–12 |
| Dameneinzel  | Monika Cassens                    | Angela Michalowski                  | 11–2, 11–6         |
| Herrendoppel | Michal Malý Karel Lakomý          | Edgar Michalowski Michael Franz     | 15–4, 18–15        |
| Damendoppel  | Monika Cassens Angela Michalowski | Irina Pologova Tatyana Damaskina    | 15–6, 15–7         |
| Mixed        | Edgar Michalowski Monika Cassens  | Joachim Schimpke Angela Michalowski | 15–12, 15–6        |